# H. Vogemann

Logo von H. Vogemann

Die Hamburger Reederei H. Vogemann betreibt Massengutschiffe verschiedener Größen und ist vorwiegend in der Trampschifffahrt und in der Schiffsmaklerei beschäftigt.

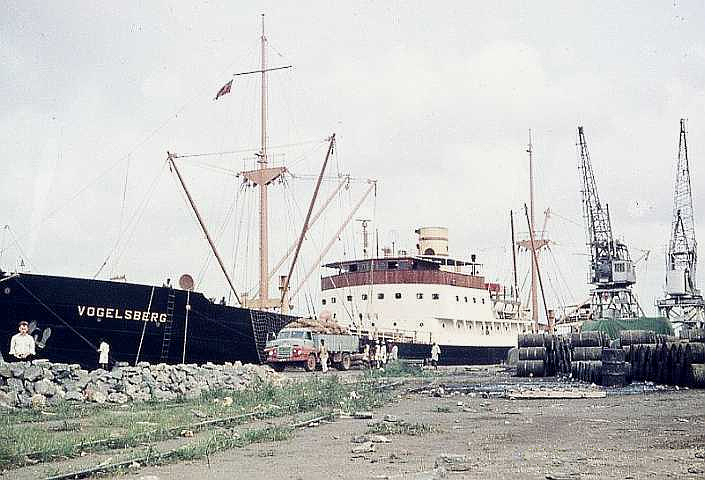
Das Reedereischiff Vogelsberg, 1958 beim Ladungsumschlag in Freetown

## Einzelheiten
Die Reederei wurde am 22. April 1886 von Johann Heinrich Vogemann in Hamburg gegründet.
Das Unternehmen gliedert sich im Wesentlichen in zwei Betriebszweige und ein Joint Venture:
- Die Bereederungsgesellschaft wickelt den kommerziellen Betrieb der Trockenfrachter, den An- und Verkauf von Schiffen, die Projektentwicklung und Schiffsfinanzierung ab
- Die Chartering- und Broker-Gesellschaft für das Chartering-Brokergeschäft für trockene Massengüter und damit verbundene Dienstleistungen
- Daneben gibt es seit dem Jahr 2017 mit der Ahrenkiel Steamship GmbH & Co. KG, Hamburg ein Joint Venture für das technische Management von Bulkschiffen

In der Vogemann-Flotte werden rund 15 Massengutfrachter mit einer Tragfähigkeit von zusammen etwa einer Million Tonnen beschäftigt. Die Reedereiflotte besteht aus Massengutschiffen der Größenordnungen Panamax und Handymax im Bereich zwischen knapp 24.000 und rund 80.000 Tonnen Tragfähigkeit. Daneben werden zwei Produktentanker beschäftigt.